# John Thomas Gulick
John Thomas Gulick, född 13 mars 1832 i Kauai Island, Hawaii, USA, död 14 april 1923 i Honolulu, Hawaii, var en amerikansk missionär och naturforskare, som utförde mycket värdefulla undersökningar över selektionen och särskilt över betydelsen av isoleringens olika former för artbildningen: Divergent Evolution Through Cumulative Segregation (1889), Evolution, Racial and Habitudinal (1905) och Isolation and Selection in the Evolution of Species (1908). Han var bland de första som beskrev bildandet av arter genom geografisk separation av avelspopulationer. Han utvecklade tidiga idéer om grundareffekten och det som nu kallas Baldwineffekten. Han myntade begreppet "divergerande evolution".

## Biografi
Gulick var son till missionären Peter Johnson Gulick och dennes hustru Fanny (Thomas) Gulick. Tidigt i livet åkte han till Oregon och sökte guld i Kalifornien. År 1851 började han samla och studera hawaiiska landsniglar. Han hade varit intresserad av sniglar (ett område som nu kallas konkologi) sedan tidiga tonåren och utvecklade självständigt koncept för deras utveckling. Han upptäckte att många sniglar bara hittades i mycket specifika områden inom öarna, och det fanns ingen överlappning mellan dessa områden.
År 1853, efter att ha läst Charles Darwins The Voyage of the Beagle och Hugh Millers The Footprints of the Creator, presenterade Gulick sin uppsats, The Distribution of Plants and Animals, för Punahou School Debating Society. År 1855 skrev han in sig i ett år vid New York University och sedan Williams College i Massachusetts och studerade vid deras Lyceum of Natural History. År 1859 valdes han till Lyceums president och tog kandidatexamen.
Gulick följde sedan familjetraditionen med att gå i teologisk skola vid Williams College (1859) och sedan vid Union Theological Seminary i New York City från 1859 till 1861. Medan han var där läste han Darwins Om arternas ursprung och samlade sedan snäckskal i Panama och Japan.

## Karriär och vetenskapligt arbete
I augusti 1864 utsågs Gulick till missionär i Kina, men fortsatte också sina studier av sniglar och gifte sig samma år med Emily de la Cour. År 1872 skrev han On the Variation of Species as Related to Their Geographical Distribution, Illustrated by the Achatinellinae, som publicerades i tidskriften Nature, och reste samtidigt till England för två år. Medan han var där korresponderade han med Charles Darwin angående sina studier och träffade till sist Darwin och gav honom en sammanfattning av en kommande rapport. Den artikeln var On Diversity of Evolution Under One Set of External Conditions, som publicerades 1873 i Journal of the Linnean Society of London, Zoology. Gulick återvände sedan till Kina och stannade där till 1875.
Efter att hans första hustru avlidit 1875 flyttade han till Japan för att fortsätta missionsarbetet. Liksom i Kina studerade han sniglar medan han uppträdde som missionär. I maj 1880 gifte han sig med Frances Amelia Stevens. År 1888 reste han åter till London där hans artikel Divergent Evolution Through Cumulative Segregation publicerades i Journal of the Linnean Society of London, Zoology. Han träffade George Romanes som arbetade med Gulick för att förfina beskrivningen av evolutionsbiologin. År 1889 fick han ett hedersdoktorat vid Adelbert College of Western Reserve University. År 1891 publicerades en annan artikel, Intensive Segregation, or Divergence Through Independent Transformation i Journal of the Linnean Society of London, Zoology.
Gulick flyttade till Oberlin, Ohio 1899, där han utvidgade sin studie till samhällsutveckling hos människor och kom att tro att samhällsutvecklingen kunde hänföras till altruistiska motiv och en anda av samarbete mellan mänskligheten. Han lade fram denna avhandling i sin uppsats Evolution, Racial and Habitudinal 1905 och fick en hedersdoktorsavhandling av Oberlin College.
Senare 1905 återvände han till Hawaii och sålde sin skalsamling till Charles Montague Cooke Jr., den nya kuratorn för Bernice P. Bishop Museum. Han stannade där till sin död i Honolulu 1923. Han och hans andra hustru är begravda på Missionshusets kyrkogård. De fick två barn, Addison och Louise (Gulick) Whitaker. 
Gulick rapporterade att han samlade 44 500 hawaiiska sniglar på bara tre år. Vissa hade inget vetenskapligt värde eftersom han inte registrerade var de hittades. Av många av de arter han samlade finns inga liknande arter kvar i naturen idag. Vissa moderna observatörer tillskriver utrotningen av många endemiska hawaiiska snigelarter till honom och andra samlare som hans skolkamrat David Dwight Baldwin.